# Cádiz (cráter)
Cádiz es el nombre de un cráter de impacto en el planeta Marte situado a 23.4° Norte y 49.1° Oeste. El impacto causó un abertura de 1.5 kilómetros de diámetro en la superficie del planeta. El nombre fue aprobado en 1979 por la Unión Astronómica Internacional en honor a la ciudad española de Cádiz.